# Ripiegamento delle proteine

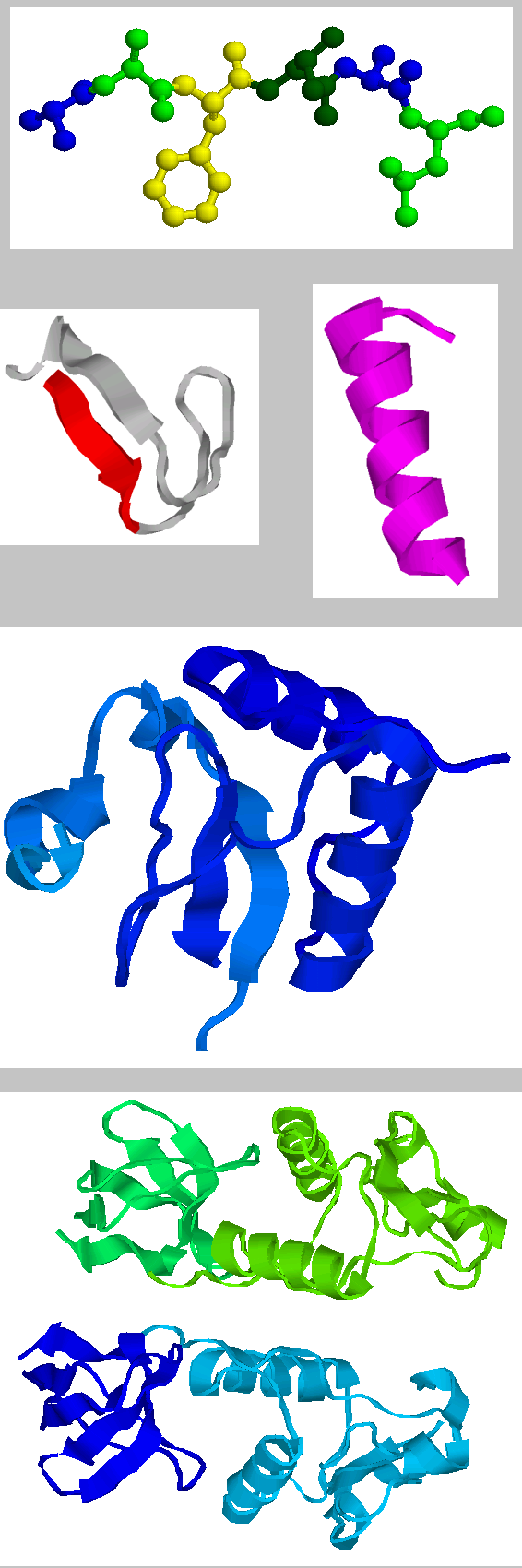
Durante la sintesi proteica viene formata la struttura primaria delle proteine, la sequenza di amminoacidi (in alto). Il ripiegamento delle proteine permette di giungere alla struttura terziaria (in blu) e quaternaria (in blu/verde) della molecola.

Il ripiegamento di proteine o ripiegamento proteico (in inglese protein folding) è il processo di ripiegamento molecolare attraverso il quale le proteine ottengono la loro struttura tridimensionale. Il ripiegamento avviene sia contemporaneamente alla sintesi proteica sia alla fine di questa. Soltanto una volta terminato il ripiegamento le proteine possono assumere la loro funzione fisiologica. Il processo può essere descritto come un auto-assemblamento intramolecolare dove la proteina è guidata ad assumere una specifica forma attraverso interazioni non covalenti, come legami a idrogeno, coordinazione di metalli, forze idrofobiche, forze di van der Waals, interazioni π-π. La cooperatività è una chiave per affrontare il problema del ripiegamento delle proteine, come è stato notato da Ariel Fernandez.

## Sintesi proteica
Le proteine vengono sintetizzate dai ribosomi sotto forma di etero-polimero lineare di amminoacidi. Queste catene amminoacidiche formano la cosiddetta struttura primaria della proteina. Durante la sintesi, la catena polipeptidica inizia già a piegarsi, assumendo strutture prevalentemente locali (ad esempio formazione di un beta-sheet) formate da una serie di amminoacidi (la struttura secondaria) e infine una forma più specifica nello spazio (la struttura terziaria), come può essere la dislocazione di più beta-sheet per formare un beta-barrel. Se poi diverse catene polipeptidiche si uniscono per formare un'unica proteina, la struttura spaziale che definisce il rapporto di queste subunità è chiamata struttura quaternaria. 

## Chaperonine
L'acquisizione della forma viene in parte resa possibile (e a ogni modo aiutata) da proteine chiamate chaperonine. Il meccanismo del ripiegamento non è ancora del tutto chiaro, tuttavia è noto come l'aiuto da parte di chaperonine sia essenziale, alla luce del paradosso di Levinthal. Quest'ultimo stabilisce che debba per forza esistere una procedura specifica di assunzione della struttura terziaria in quanto, al crescere del numero di residui amminoacidici della proteina, cresce esponenzialmente il numero delle possibili strutture tridimensionali, e quindi un procedimento a caso durerebbe in media più del tempo medio di vita della proteina stessa.

## Struttura e funzione
L'assunzione della funzione fisiologica di una proteina, sia essa un enzima, un trasportatore, un recettore o una proteina strutturale, è resa possibile dalla sua struttura. Questo è il motivo per cui il ripiegamento proteico ha una notevole importanza ed è oggetto di ricerca. Le cause delle malattie causate da prioni, quali l'encefalopatia spongiforme bovina, sono da ricercarsi in un errore di ripiegamento di una proteina, la qual cosa è generalmente impedita dalla presenza delle chaperonine che assicurano che il procedimento di ripiegamento avvenga in maniera corretta.
Anche in altre malattie è stato ipotizzato un ruolo del ripiegamento incorretto (in inglese misfolding) delle proteine, ad esempio nella malattia di Alzheimer, nella malattia di Huntington, nella malattia di Parkinson e in molti tipi di tumore.

## Denaturazione
Il processo contrario al ripiegamento è la denaturazione, con cui la proteina perde la sua struttura tridimensionale (si denatura) per tornare allo stato di semplice catena polipeptidica lineare. La proteina denaturata perde naturalmente anche la propria funzione fisiologica; tuttavia la sola perdita della funzione fisiologica non è necessariamente sinonimo di denaturazione. La denaturazione delle proteine avviene al crescere della temperatura e in altre condizioni estreme, quali una forte variazione della concentrazione salina o in presenza di alte concentrazioni di alcune sostanze (dette denaturanti), quali l'urea, SDS (sodio dodecil-solfato) oppure cloruro di guanidinio.
Con la perdita della struttura tridimensionale i residui amminoacidici idrofobici, che normalmente sono all'interno della proteina o all'interfaccia con membrane, si ritrovano esposti e immersi in un ambiente idrofilo. Quando questi residui idrofobici incontrano altri residui idrofobici della stessa o di altre molecole, per esempio di proteine denaturate, formano aggregati; questi a volte sono visibili in vivo in determinate cellule sotto forma di corpi insolubili in acqua. In molti casi la denaturazione è un processo irreversibile, per alcune proteine è tuttavia possibile ripristinare la struttura originale mediante un processo di rinaturazione (in inglese refolding).

## Ricerca
La prima teoria del ripiegamento proteico è stata proposta negli anni venti del XX secolo dallo scienziato cinese Hsien Wu. In Europa e negli Stati Uniti le prime importanti ricerche sono state quelle negli anni sessanta di Christian B. Anfinsen, premiato con il premio Nobel per la chimica nel 1972. 
Attualmente molti gruppi di ricerca sono impegnati nello studio del ripiegamento proteico e nel tentativo di predire la struttura tridimensionale di una proteina partendo dalla sequenza amminoacidica, anche grazie all'utilizzo di computer per le simulazioni dei ripiegamenti, cosa che ha portato, negli ultimi decenni, a uno stravolgimento delle metodologie (e delle tempistiche) della ricerca. Il ripiegamento proteico, infatti, richiede simulazioni complesse ed estese (in particolar modo per quelle ab initio), che dovranno poi essere confrontate, all'interno di strutture chiamate wet-lab, con il ripiegamento naturale di queste proteine in vitro. Esistono particolari progetti, tra cui Folding@home e Rosetta@home che prevedono l'uso, tramite il calcolo distribuito, di parte della potenza inutilizzata dei processori delle migliaia di computer collegati a Internet che partecipano al progetto, per predire in silico la struttura tridimensionale di alcune proteine.
Esiste inoltre un gioco sperimentale per computer, chiamato appunto Foldit, che riguarda il ripiegamento proteico. Il suo scopo è trovare, grazie all'intuito (e alla fortuna) del giocatore, delle forme che le proteine assumono naturalmente negli organismi viventi.